# Konstantin Schmidt (Maler)
Konstantin Schmidt, auch Constantin Schmidt und Konstantin Schmitt (* 13. Juli 1817 in Mainz, Großherzogtum Hessen; † 1851), war ein deutscher Landschafts- und Genremaler der Düsseldorfer Schule.

## Leben
Nach ersten künstlerischen Unterweisungen in seiner Vaterstadt studierte Schmidt von 1837 bis 1841 an der Kunstakademie Düsseldorf. Dort besuchte er von 1838 bis 1841 die Landschafterklasse von Johann Wilhelm Schirmer. Auch war er ein Schüler von Eduard Wilhelm Pose. Nach einem Aufenthalt 1842/1843 in Rom lebte Schmidt hauptsächlich in Darmstadt, unterbrochen von einigen Jahren in Pempelfort (1845/1854). Als „landschaftlicher Stimmungsmaler“ wandte er sich in romantischen Kompositionen dem Sujet des Waldes zu.